# NGC 3136
NGC 3136 (również PGC 29311) – galaktyka eliptyczna (E), znajdująca się w gwiazdozbiorze Kila. Odkrył ją John Herschel 30 stycznia 1835 roku.